# Восходов, Василий Алексеевич
Васи́лий Алексе́евич Восхо́дов (1870, д. Селиваново, Рязанская губерния, Российская империя — 9 октября 1932, Москва, СССР) — советский партийный деятель. Член РСДРП с 1902 года, в дальнейшем — член РСДРП(б), РКП(б) и ВКП(б).

## Биография
В. А. Восходов родился в 1870 году в деревне Селиваново Рязанской губернии в семье учителя. Выпускник Данковского духовного училища и Рязанской духовной семинарии. Учился на юридическом факультете Киевского университета.
В 1899 году за участие в студенческих волнениях был исключён из университета и выслан в Рязань под негласный надзор полиции до сентября 1900 года. В социал-демократическом движении с 1902 года. С 25 ноября 1903 по 29 апреля 1904 года находился в курской тюрьме, затем выслан под особый надзор полиции на родину, в Рязань. По соглашению министров внутренних дел и юстиции в июле 1904 года дело в отношении Восходова было прекращено. За революционную деятельность в общей сложности отбыл два года тюремного заключения.
В Рязани входил в немногочисленную группу социал-демократов. В начале 1905 года в Москве, по предложению Московского комитета большевиков, организовал финансово-техническую группу для собирания средств, отыскания квартир для партийных собраний, явок, хранения литературы и т. п. Вёл в этом направлении деятельную работу в течение 1905—1906 годов. Принимал постоянное участие в заседаниях литературно-лекторской группы при Московском комитете. В разные годы состоял помощником присяжного поверенного, а потом присяжным поверенным в Киеве, Москве и Рязани. В 1916—1917 годах — мировой судья 10 участка Рязанского уезда. Участник революционных событий в Рязани в 1917—1918 годах. В 1918 году был одним из первых организаторов и редактором газеты «Известия Рязанского губисполкома», организатором рязанской совпартшколы. В 1920 году — ректор Рязанского рабоче-крестьянского университета имени Ленина. Член коллегии защитников и представителей сторон в гражданском присутствии при Рязанском губернском отделе юстиции. С 1922 года состоял в Московском отделении Всесоюзного общества старых большевиков (членский билет № 196).
Умер 9 октября 1932 года в Москве. Похоронен на Новодевичьем кладбище (участок 4, ряд 36, место 28).
Семья
- Жена — Вера Александровна Чельцова (1878—1953), врач-стоматолог